# 松岭区
松岭区是中华人民共和国黑龙江省大兴安岭地区的一个县级区，地理位置位於内蒙古自治区呼伦贝尔市鄂伦春自治旗境內，隶属于国家林业局大兴安岭林业集团公司的松岭林业局，属于政企合一体制。松岭林业局设立于1965年，1970年设立松岭区建制。

## 历史
松岭区原是一片原始森林，在中华人民共和国成立前鄂温克族、鄂伦春族、蒙古族等少数民族在此狩猎，因为乱砍盗伐严重导致成熟林几乎洗劫一空，形成了大片次生林。1955年，中华人民共和国林业部二大队对林区进行调查，制订开发总体设汁方案。1956年3月，内蒙古自治区成立巴彦森林经营局、多布库尔森林经营局，隶属呼伦贝尔盟林业局。巴彦森林经营局先后搬迁额尔和、大扬树和加格达奇，改称加格达奇林业局；多布库尔森林经营局先后搬迁占里、扬气，改称多布库尔林业局。1962年4月，多布库尔林业局与加格达奇林业局合并，统称加格达奇森林经营局。1964年8月，加格达奇森林经营局解体，被大兴安岭林区会战指挥部接收。
1964年8月10日，经国务院批准，成立松岭区、松岭林业公司，实行政企合一林业部直属企业，隶属大兴安岭林区会战指挥部和大兴安岭特区。1967年12月29日，正式成立“松岭区革命委员会”，松岭区、林业公司的党政工作由革命委员会实行一元化领导。1981年7月13日，松岭区革命委员会撤销，成立松岭区人民政府，区政府和林业局仍实行“政企合一”的体制。1985年3月，松岭区、林业局实行政企分设。6月28日，松岭区、林业局再次实行政企合一。

## 地理
松岭区位于大兴安岭伊勒呼里山东南部余脉，境内水系为嫩江水系，气候属于大陆性寒温带季风气候。

## 行政区划
松岭区下辖3个镇：
小扬气镇、劲松镇、古源镇和松岭林业局。

## 人口
区内有汉族、满族、蒙古族、达斡尔族、回族、朝鲜族、鄂温克族、锡伯族、羌族、俄罗斯族等11个民族，总人口为3.52万人。

## 经济
区内之前主要以林木材采伐业为主，其后实施的国家天然林资源保护工程使其从主要的森林采伐工作转变为“封山育林”的林木种植保护工作和林业附产业为主的经济主体。其辖属的松岭林业局是全国大型木材生产基地，下辖5个主伐林场，以及苗圃、胶合板厂、卫生筷子厂、雪条棒厂、牙签厂、地板块厂、锯材加工厂、筑路工程处、机制木炭厂、建筑工程处、酒厂、煤炭公司、黄金公司等生产经营单位。